# Болије (Нијевр)
Болије (фр. Beaulieu) насеље је и општина у источном делу централне Француске у региону Бургоња, у департману Нијевр која припада префектури Кламси.
По подацима из 2011. године у општини је живело 32 становника, а густина насељености је износила 6,46 становника/km². Општина се простире на површини од 4,95 km². Налази се на средњој надморској висини од 307 метара (максималној 296 m, а минималној 218 m).

## Демографија
| 1962. | 1968. | 1975. | 1982. | 1990. | 1999. | 2011. |
| ----- | ----- | ----- | ----- | ----- | ----- | ----- |
| 38    | 51    | 51    | 59    | 45    | 44    | 32    |

График промене броја становника у току последњих година